# Uru (jazyk)
Uru (též uruquilla nebo uchumataqu) je název pro jazyk z jazykové rodiny Uru-chipaya, kterým pravděpodobně hovoří několik desítek až set mluvčích, kmene Uru, na březích jezera Titicaca v Peru a Bolívii. Výrazná skupina mluvčích též žije poblíž ústí řeky Desaguadero do jezera v Bolívii. Někdy se též hovoří o jazyku uru, ale není jisté, jestli tento jazyk vůbec existuje, protože kdyby existoval, tak se v literatuře uvádí, že je na pokraji vymření.